# Charles de Chambrun (homme politique, 1827-1880)
Pour les articles homonymes, voir Charles de Chambrun.
Charles Pineton de Chambrun, né le 4 janvier 1827 à Paris et mort le 24 novembre 1880 au Château de Houdemont, est un homme politique français.

## Biographie
Officier de cavalerie en Afrique, il est ensuite élu député de la Lozère, succédant à son frère Aldebert de Chambrun. Il fut également maire d'Houdemont.
Le 24 mai 1864, il épouse Henriette Gouy (1844-1931), fille de Jules Gouy et sœur de Camille-Albert Gouy de Bellocq-Feuquières.
Henriette Gouy est issue d'une famille lorraine qui compte de nombreux juristes, magistrats et avocats.
Après leur mariage, Charles et Henriette Pineton de Chambrun ont vécu entre Nancy et Houdemont.

## Mandats
- 20 février 1876 - 25 juin 1877 : Député de la Lozère
- 14 octobre 1877 - 24 novembre 1880 : Député de la Lozère

## Sources
- « Charles de Chambrun (homme politique, 1827-1880) », dans Adolphe Robert et Gaston Cougny, Dictionnaire des parlementaires français, Edgar Bourloton, 1889-1891 [détail de l’édition]